# Dieter Meier
Dieter Meier (Zúrich, 4 de marzo de 1945) es un músico suizo y cantante que se hizo famoso por su carrera musical en el grupo de Yello.

## Biografía
Nació en una familia rica de industriales. A la edad de 16 comenzó a trabajar en la empresa familiar. A la edad de 35 años, junto a Boris Blank fundó Yello, un grupo de new wave y la música electrónica. Durante su carrera tuvo la oportunidad de colaborar con Alphaville en la canción Big in Japan. Además, fue campeón suizo de póker.